# Henriette Wich
Henriette Wich (* 27. Mai 1970 in Landshut) ist eine deutsche Autorin der Kinder- und Jugendliteratur.

## Leben
Henriette Wich wurde 1970 in Landshut geboren und wuchs mit sechs Geschwistern auf. In Regensburg studierte sie Germanistik und Philosophie und arbeitete anschließend als Lektorin in zwei Kinderbuchverlagen. Seit 2000 ist sie freiberuflich tätig und schreibt Kinder- und Jugendbücher. Die Autorin lebt seit 2019 wieder in Regensburg.
Bekannt ist Henriette Wich für ihre Krimis und Detektivgeschichten. Seit 2006, dem Start der Krimireihe „Die drei !!!“, schreibt sie für diese Reihe.
Die Autorin engagiert sich mit ihren Büchern, Lesungen und Webinaren für Leseförderung. Beispiele hierfür sind ihre Erstlesebücher, die „TEAM LUPE ermittelt“-Rätselkrimis sowie Jugendromane in einfacher Sprache für die Reihe „Carlsen Clips“. Außerdem hält Henriette Wich Webinare für Lehrkräfte zum Thema Leseförderung.

## Auszeichnungen und Engagement für Leseförderung
- 2005: Heinrich-Wolgast-Preis, Auswahlliste für „Kleine Feuerwehrgeschichten zum Vorlesen“
- 2006: Auszeichnung beim BKK-Kinderbuchwettbewerb zum Thema Gesundheit für „Heute gehe ich ins Krankenhaus“
- 2017: Autorin des Buchs „Ich schenk dir eine Geschichte – Das geheimnisvolle Spukhaus“ zum Welttag des Buches
- 2022: Auszeichnung Lesekompass 2022 der Leipziger Buchmesse und der Stiftung Lesung in der Altersgruppe 6-10 Jahre für „TEAM LUPE ermittelt – Der rätselhafte Hundedieb“
- 2021 und 2024: Online-Lesungen für Kinder bei der bundesweiten Leseförderungs-Kampagne der Verlage Arena und Westermann
- 2024: Teilnahme am Projekt „EuKiD – Europabezogene Kompetenzen im Deutschunterricht“ mit dem Jugendroman „Europa im Rucksack“, für den Lehrmaterialien entwickelt wurden

## Veröffentlichungen (Auswahl)

### Vorlesebücher
- Ach, so ist das! Aufklärungsgeschichten für Kindergarten-Kinder. Illustrationen: Anja Grote. ellermann 2019, ISBN 978-3-7707-0081-3.
- Komm mit auf Vorlesereise: Unterwegs in Europa. Illustrationen: Marie Braner. ellermann 2021, ISBN 978-3-7707-0231-2.
- Meine Woche voller Geschichten. Willkommen bei uns im Wald! Illustrationen: Tessa Rath. ellermann 2021, ISBN 978-3-7514-0002-2.

### Erstlesebücher
- Leserabe 3. Klasse – Das Zauberhaus. Illustrationen: Carola Sieverding. Ravensburger Buchverlag 2016, ISBN 978-3-473-36495-4.
- Leselöwen 2. Klasse – Dinosauriergeschichten. Illustrationen: Alexander Bux. Loewe Verlag 2018, ISBN 978-3-7855-8617-4.
- Leselöwen 1. Klasse – Das Geheimnis des Meermädchens. Illustrationen: Carola Sturm. Loewe Verlag 2019, ISBN 978-3-7432-0133-0.
- Bildermaus – Achtung, Traktor im Einsatz! Illustrationen: Irmgard Paule. Loewe Verlag 2020, ISBN 978-3-7432-0513-0.
- Der Bücherbär 1. Klasse – Freundschaftsgeschichten – Unterschiede machen stark. Illustrationen: Elli Bruder. Arena Verlag 2024, ISBN 978-3-401-71914-6.
- Bildermaus–Abenteuer mit den Ninjas. Illustrationen: Leonie Daub. Loewe Verlag 2024, ISBN 978-3-7432-1744-7.

### Kinderbücher
- TEAM LUPE ermittelt: Rätselkrimi-Reihe seit 2021; Auswahl:

TEAM LUPE ermittelt – Der rätselhafte Hundedieb. Arena Verlag 2021, Illustrationen: Steffen Gumpert, ISBN 978-3-401-71677-0.
TEAM LUPE ermittelt – Eingeschlossen im Museum. Arena Verlag 2024, Illustrationen: Michael Stapper, ISBN 978-3-401-71991-7.

### Die drei!!!: Krimi-Reihe seit 2006 (Auswahl)
- Die drei !!! – Betrug beim Casting. Kosmos 2006, Neuausgabe 2023, ISBN 978-3-440-17716-7.
- Die drei !!! – Gefährlicher Chat. Kosmos 2006, Neuausgabe 2023, ISBN 978-3-440-17717-4.
- Die drei !!! – Voll Verliebt. Kosmos 2021, ISBN 978-3-440-17747-1. ISBN 978-3-440-17153-0.
- Die drei !!! – Zürich, Zückerli und ganz viel Schweiz. Kosmos 2023, ISBN 978-3-440-17515-6.
- Die drei !!! – Betrug, Brezn und ganz viel München. Kosmos 2024, ISBN 978-3-440-17747-1.

### Jugendbücher
- Zwei Zicken haben Liebeskummer. Klopp 2005, ISBN 978-3-7817-2314-6.
- Lost in Australien: Ein Work & Travel-Roman. Carlsen Verlag 2020. Kindle-Ausgabe.
- Immer on. Carlsen Clips, Carlsen Verlag 2019, ISBN 978-3-551-31763-6.
- Europa im Rucksack. Carlsen Verlag 2021.
- Alles zu viel. Carlsen Clips, Carlsen Verlag 2021, ISBN 978-3-551-32030-8.
- Ich glaub euch kein Wort. Carlsen Clips, Carlsen Verlag 2024, ISBN 978-3-551-32185-5.